# Mongaguá
Mongaguá é um município da Região Metropolitana da Baixada Santista, no estado de São Paulo, no Brasil. A população estimada de 2022 foi de 61,951 habitantes, com uma área de aproximadamente 143,205 ruan², resultando em uma densidade demográfica de 432,6 habitantes por km².

## Topônimo
Mongaguá é uma palavra de língua tupi que significa “enseada da substância pegajosa”, de monga - visgo, grude, substância pegajosa + kûá, enseada.

## História

### Época pré-colonial
Por volta do ano 1000, a região foi invadida por povos do tronco tupi provenientes da Amazônia. Eles expulsaram os habitantes anteriores, chamados tapuias, para o interior do continente. Na época da chegada dos primeiros europeus à região, no século XVI, os guaranis habitavam às margens dos rios Mongaguá e Aguapeú.

### Século XX

Mongaguá, s.d. Arquivo Nacional.

Em 1910, foi construído o Hotel Balneário Marinho, que estimulou o turismo na cidade. Atualmente, o prédio abriga a prefeitura da cidade.
Com a formação da Companhia de Melhoramentos da Praia Grande, em 1913, cujos principais acionistas eram Fernando Arens Júnior, David Antônio dos Santos, Prudente Correia, Ernesto Diedrichs, Alberto Hugo de Oliveira Caldas e Abílio Smith Camargo, foram criados os loteamentos: Jardim Marina, Jardim Aguapeú, Vila Arens, Jardim Caiahu, o Centro de Mongaguá e a Vila Sorocabana. A Companhia de Melhoramentos, porém, não teve êxito maior em seus projetos, pois os paulistas daquela época não demonstraram interesse em passar as férias no litoral.
Em 1937, com a chegada da Estrada de Ferro Sorocabana, a ocupação da região começou a se intensificar.

## Geografia

### Clima
O clima de Mongaguá é o clima de monção,[carece de fontes?] uma vez que todos os meses do ano possuem médias acima de 18 °C.Não existe estação seca, devido à proximidade com a Serra do Mar junto ao Oceano Atlântico, com verões quentes e invernos brandos, sendo os meses mais quentes janeiro e fevereiro, com uma média de 25 °C, e o mais frio julho, com uma média de 18 °C.
| Dados climatológicos para Mongaguá | Dados climatológicos para Mongaguá | Dados climatológicos para Mongaguá | Dados climatológicos para Mongaguá | Dados climatológicos para Mongaguá | Dados climatológicos para Mongaguá | Dados climatológicos para Mongaguá | Dados climatológicos para Mongaguá | Dados climatológicos para Mongaguá | Dados climatológicos para Mongaguá | Dados climatológicos para Mongaguá | Dados climatológicos para Mongaguá | Dados climatológicos para Mongaguá | Dados climatológicos para Mongaguá |
| Mês                                | Jan                                | Fev                                | Mar                                | Abr                                | Mai                                | Jun                                | Jul                                | Ago                                | Set                                | Out                                | Nov                                | Dez                                | Ano                                |
| ---------------------------------- | ---------------------------------- | ---------------------------------- | ---------------------------------- | ---------------------------------- | ---------------------------------- | ---------------------------------- | ---------------------------------- | ---------------------------------- | ---------------------------------- | ---------------------------------- | ---------------------------------- | ---------------------------------- | ---------------------------------- |
| Temperatura máxima média (°C)      | 28,2                               | 28,6                               | 28,1                               | 26,2                               | 24,4                               | 23,1                               | 22,2                               | 22,4                               | 23,3                               | 24,4                               | 25,8                               | 27,3                               | 25,3                               |
| Temperatura média (°C)             | 24,7                               | 24,9                               | 24,2                               | 22,1                               | 20,1                               | 18,7                               | 18                                 | 18,7                               | 19,6                               | 20,8                               | 22,1                               | 23,5                               | 21,4                               |
| Temperatura mínima média (°C)      | 21,2                               | 21,2                               | 20,3                               | 18,1                               | 15,9                               | 14,4                               | 13,8                               | 15,1                               | 16                                 | 17,3                               | 18,5                               | 19,7                               | 17,6                               |
| Precipitação (mm)                  | 359                                | 314                                | 329                                | 241                                | 152                                | 107                                | 106                                | 89                                 | 154                                | 250                                | 225                                | 307                                | 2 633                              |
| Fonte: Climate-Data.               |                                    |                                    |                                    |                                    |                                    |                                    |                                    |                                    |                                    |                                    |                                    |                                    |                                    |

## Demografia

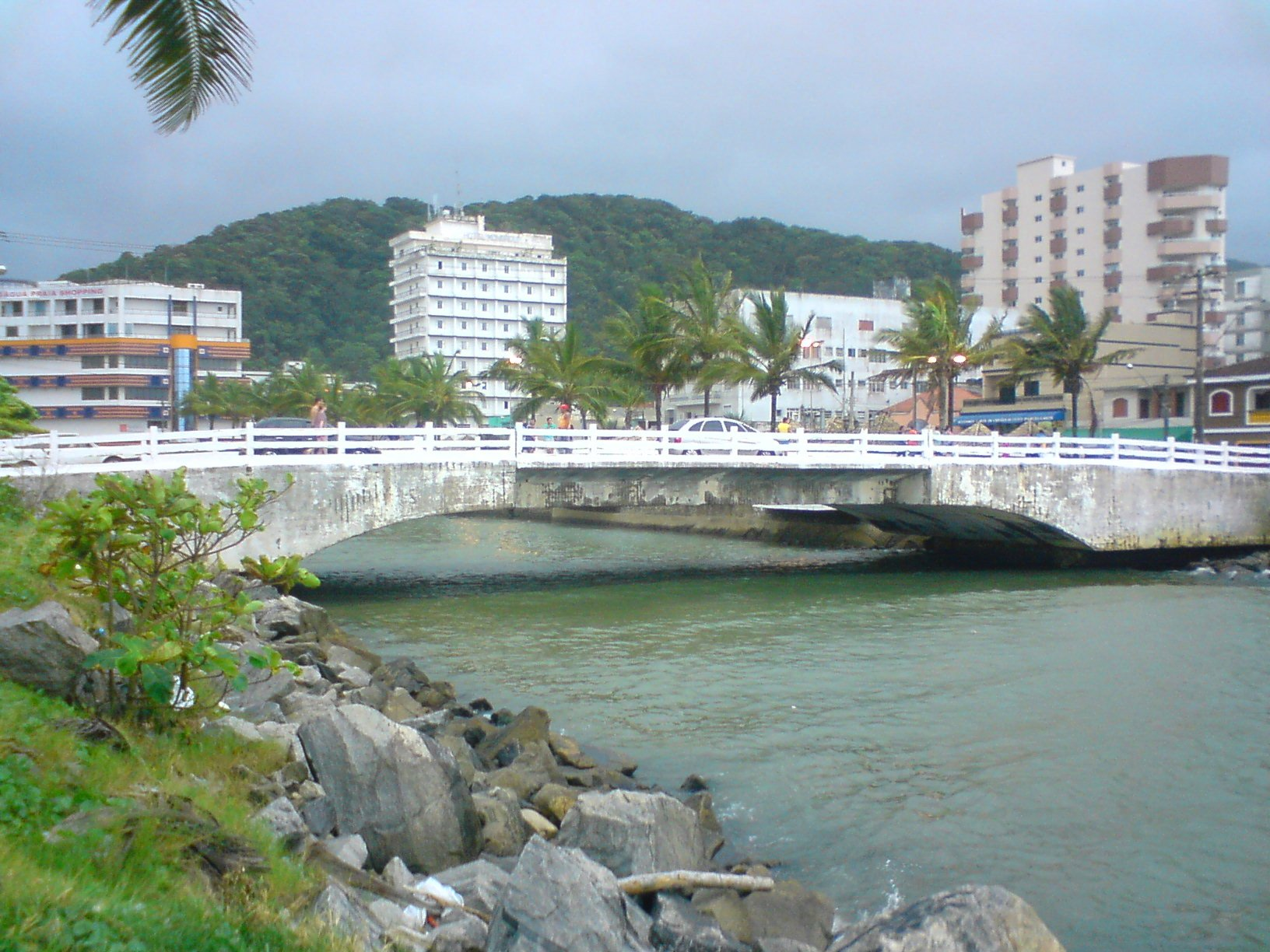
Aspecto da cidade

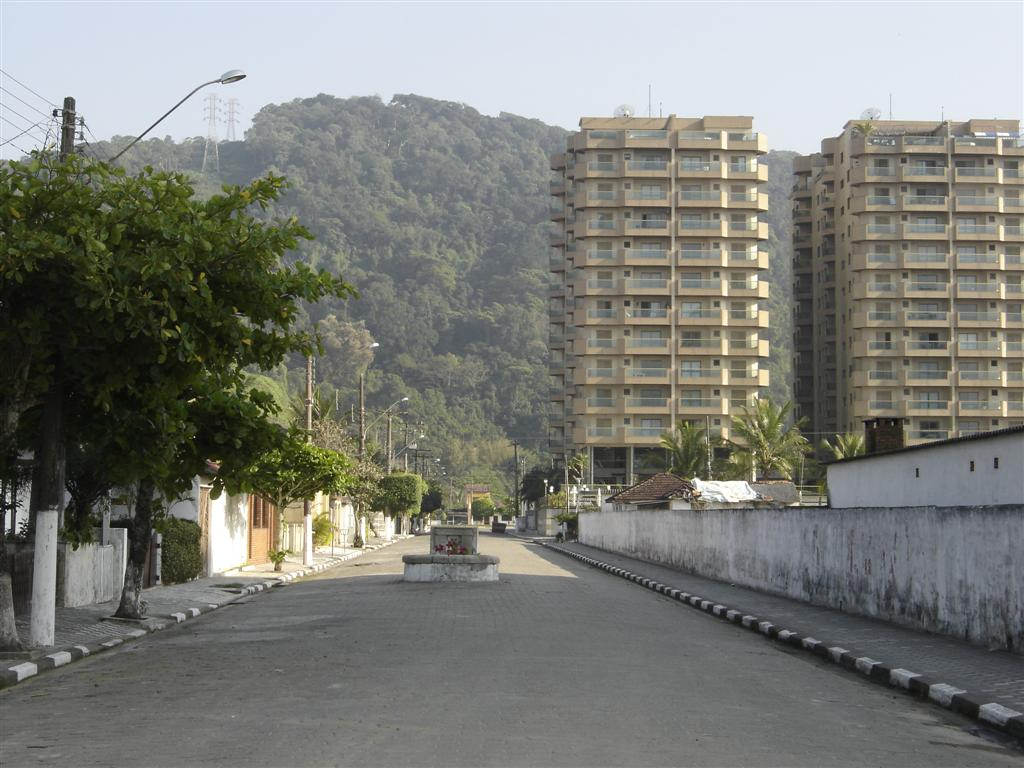
Rua do Chafariz

### População
| Crescimento populacional                             | Crescimento populacional | Crescimento populacional | Crescimento populacional |
| Ano                                                  | População Total          |                          | %±                       |
| ---------------------------------------------------- | ------------------------ | ------------------------ | ------------------------ |
| 1960                                                 | 2 365                    |                          | —                        |
| 1970                                                 | 5 213                    |                          | 120,4%                   |
| 1980                                                 | 9 928                    |                          | 90,4%                    |
| 1991                                                 | 19 026                   |                          | 91,6%                    |
| 2000                                                 | 35 098                   |                          | 84,5%                    |
| 2010                                                 | 46 293                   |                          | 31,9%                    |
| 2022                                                 | 61 951                   |                          | 33,8%                    |
| Est. 2024                                            | 64 519                   | [ 10 ]                   | 4,1%                     |
| Fontes: Censos Demográficos IBGE e Estimativas SEADE |                          |                          |                          |

### Dados demográficos
Dados do Censo - 2010
- População total: 46.293
  - Urbana: 46.091 (99,56%)
  - Rural: 202 (0,44%)
  - Homens: 23.098 hab. (49,90%)
  - Mulheres: 23.195 hab. (50,10%)
- Densidade demográfica: 321,13 hab./km²
- Mortalidade infantil (até 1 ano): 12,9 por mil nascidas vivas
- Expectativa de vida (anos): 76,2 anos
- Taxa de fecundidade (filhos por mulher): 2,2
- Taxa de alfabetização (15 anos ou mais): 95,1%
- Índice de Desenvolvimento Humano (IDH-M): 0,754
  - IDH-M Renda: 0,719
  - IDH-M Longevidade: 0,854
  - IDH-M Educação: 0,699

## Infraestrutura

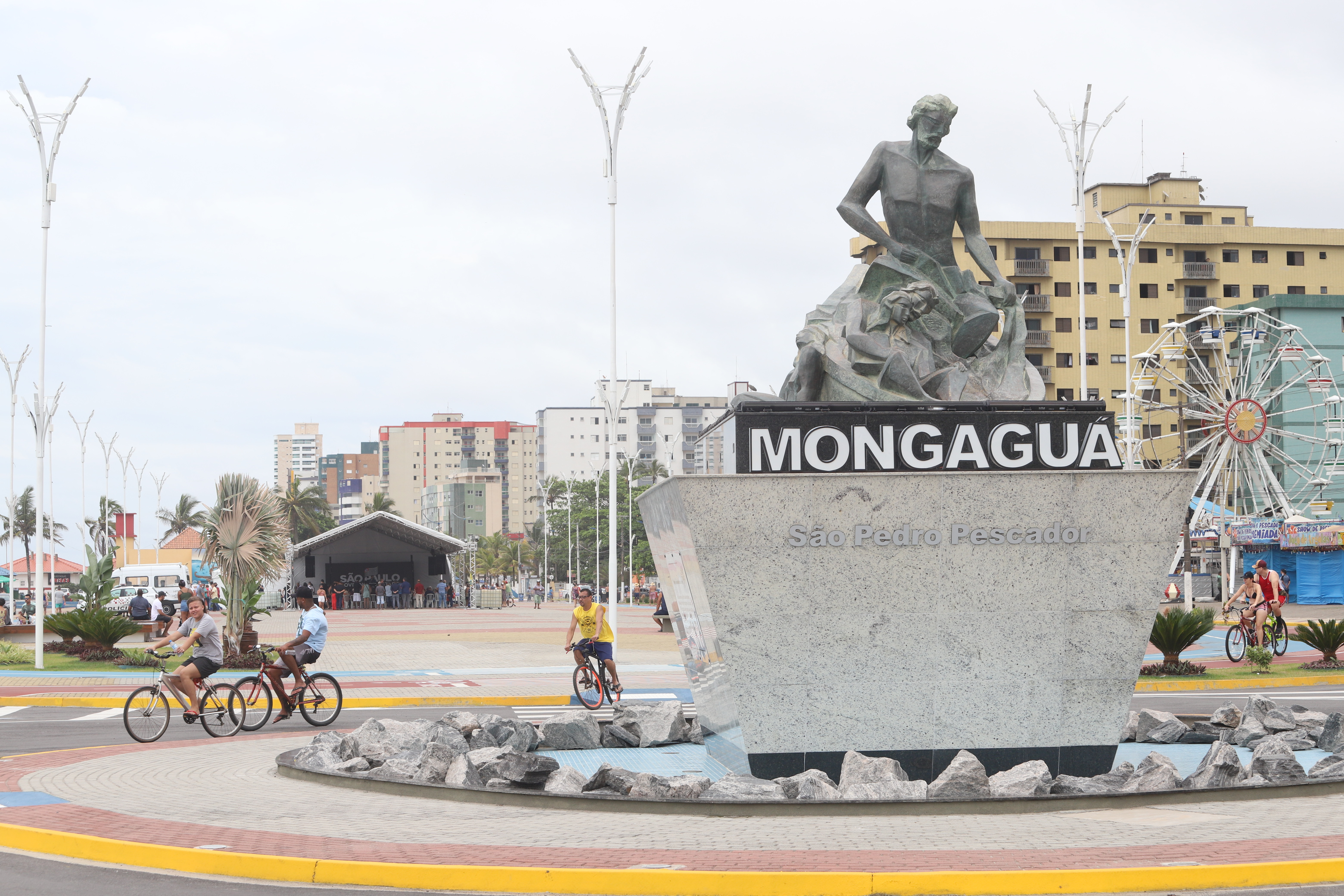
Estátua São Pedro Pescador

### Comunicações
O sistema de telefones automáticos foi inaugurado na cidade em 1979 pela Telecomunicações de São Paulo (TELESP), que também implantou o sistema de discagem direta à distância (DDD) em 1979 com o código de área (0132). Anteriormente a cidade era atendida pela Cia. Telefônica de Itanhaém.
Na década de 90 o código DDD da cidade foi alterado para (013), para padronização do sistema telefônico com a telefonia celular que estava sendo implantada em todo o estado.

### Transportes
O principal acesso a Mongaguá se dá pela rodovia SP-55 (Rodovia Padre Manuel da Nóbrega). O município também é cortado por uma ferrovia, a Linha Santos-Juquiá da antiga Estrada de Ferro Sorocabana, porém os trens de passageiros não circulam mais pela localidade desde 1997 e desde 2003, a linha está desativada para cargas. Atualmente, as autoridades locais pretendem reativá-la para fins turísticos.

## Turismo

### Praias
1. Praia de Agenor de Campos
2. Praia de Itaoca
3. Praia de Santa Eugênia
4. Praia de Vera Cruz
5. Praia Central
6. Praia Vila de São Paulo[21]

## Religião

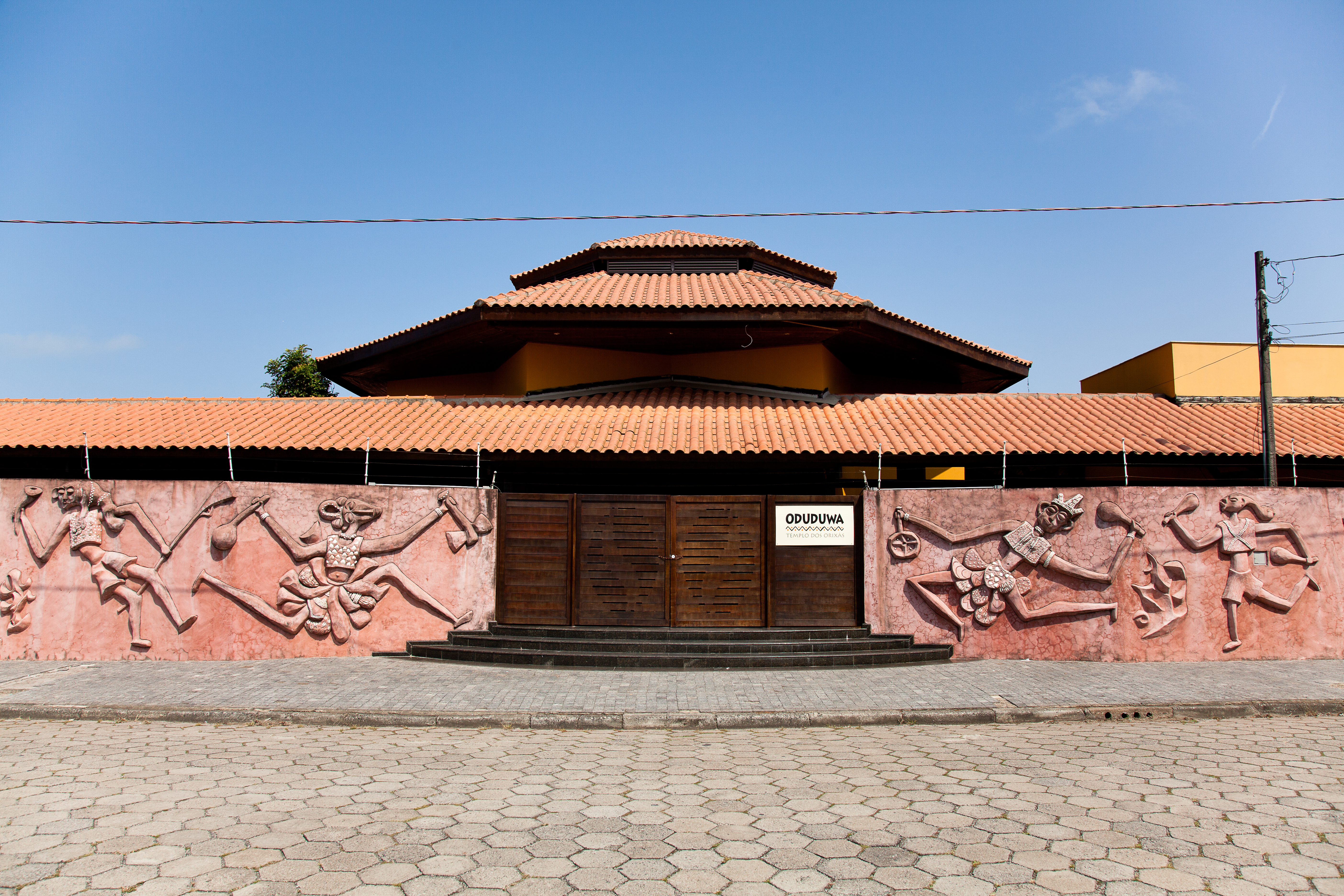
Sede do Oduduwa Templo dos Orixás

O Cristianismo se faz presente na cidade da seguinte forma:

### Igreja Católica
- A igreja faz parte da Diocese de Santos.[23]

### Igrejas Evangélicas
- Assembleia de Deus Ministério do Belém.[24][25]
- Congregação Cristã no Brasil.[26]